# Elbenschwand
Elbenschwand este o comună din landul Baden-Württemberg, Germania.
1. ↑  GeoNames